# City-County Building (Indianapolis)

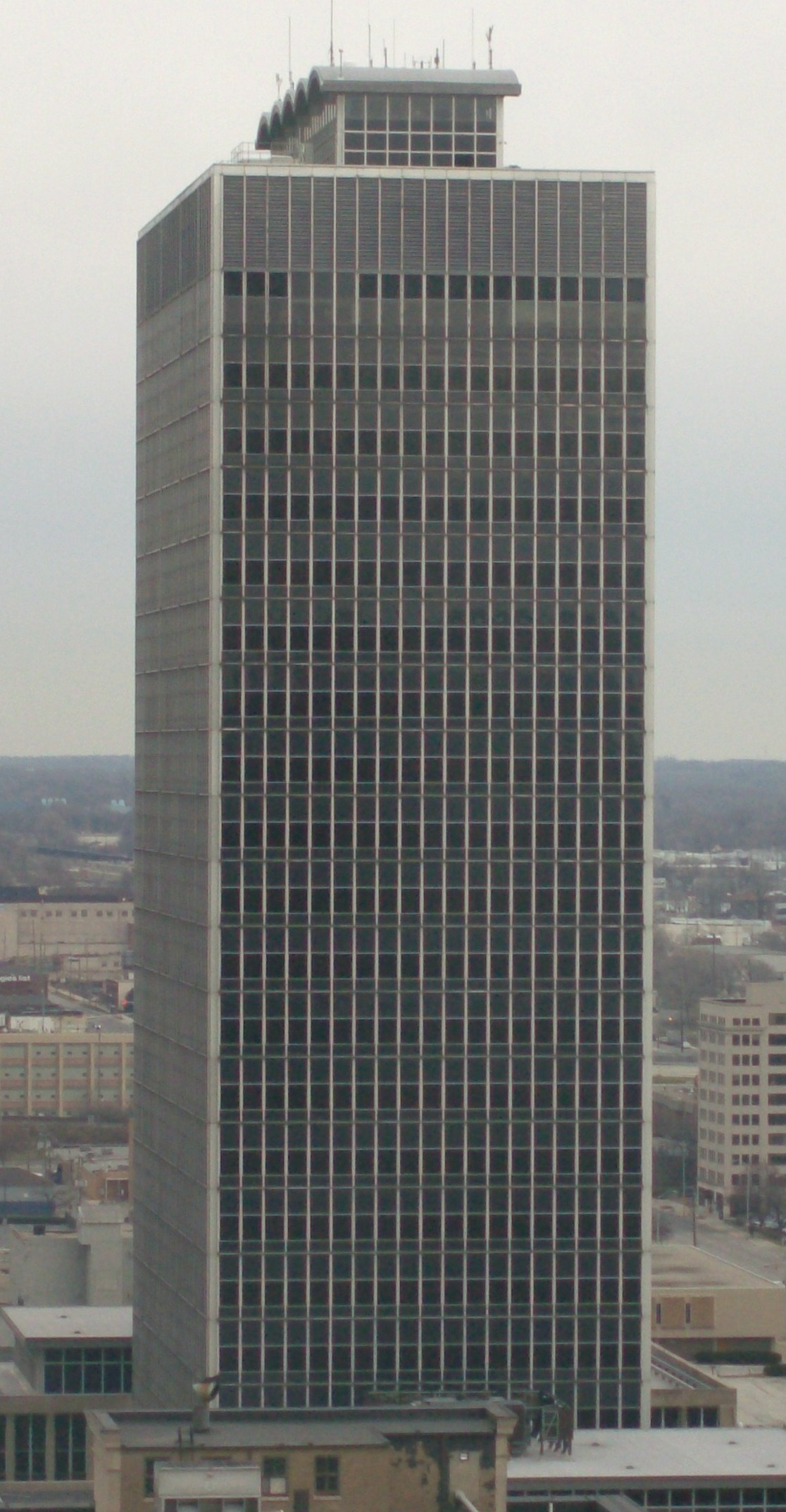
City-County Building

Das City-County Building ist ein Hochhaus in Indianapolis. Die 113,46 Meter hohe Stahl-Glas-Konstruktion erstreckt sich über 28 Stockwerke. Das Gebäude ist Sitz des Unigov, wie die 1970 zusammengelegte Verwaltung der Stadt Indianapolis und des Marion County heißt.
Das City-County Building liegt im Zentrum von Indianapolis an der 200 East Washington Street. Der Haupteingang ist nach Süden ausgerichtet, davor liegt ein Platz mit bepflanzten Rabatten, wo sich bis zur Fertigstellung des City-County Buildings das Gerichtsgebäude des Marion County befand. Nördlich des Gebäudes liegt der Indianapolis City Market.
Das Gebäude wurde von den in Indianapolis ansässigen Architekturbüros Wright, Porteous & Lowe/Bonar und Lennox, Matthews, Simmons & Ford, Inc. entworfen. Die Grundsteinlegung war am 21. Dezember 1960, erstmals belegt wurde das City-County Building im Januar des Jahres 1962. Die zuvor im drei Blocks weiter südlich liegenden Rathaus ansässige Stadtverwaltung zog in das City-County Building um, ebenso der Marion County Court, der danach abgerissen wurde. Das City-County Building löste das ein paar Blocks östlich gelegene Soldiers’ and Sailors’ Monument als höchstes Bauwerk von Indianapolis ab und verblieb als solches bis zur Fertigstellung des Bürohochhaus One Indiana Square im Jahr 1970.
Das City-County Building ist unter anderem Sitz des Bürgermeisters, des City-County Council und der Gerichte des Marion County. Das Gebäude wird von der Indianapolis-Marion County Building Authority verwaltet.